# Стефанчук Василь Васильович
Василь Васильович Стефанчук (25 квітня 1974 — 29 вересня 2022, біля с. Сухий Ставок, Херсонська область, Україна) — український військовослужбовець, сержант Збройних сил України, учасник російсько-української війни. Почесний громадянин міста Тернополя (2022, посмертно).

## Життєпис
Василь Стефанчук народився 25 квітня 1974 року.
Проживав у с. Гаї-Шевченківські Тернопільського району Тернопільської области.
Загинув 29 вересня 2022 року під час мінометного обстрілу в районі с. Сухий Ставок, що на Херсонщині. Похований у селі Гаї-Шевченківські Байковецької громади.

## Нагороди
- почесний громадянин міста Тернополя (3 жовтня 2022, посмертно) — за вагомий особистий внесок у забезпечення суверенітету, територіальної цілісності і зміцнення обороноздатності Української держави, мужність, героїзм та самовідданість, виявлені під час бойових дій, високий професіоналізм, зразкове виконання службових обов'язків[1].